# Tmemophlebia borealis
Tmemophlebia borealis är en tvåvingeart som först beskrevs av Johnson 1910.  Tmemophlebia borealis ingår i släktet Tmemophlebia och familjen svävflugor.
Artens utbredningsområde är Maine. Inga underarter finns listade i Catalogue of Life.